# Maria Gabriella Sagheddu
Maria Gabriella Sagheddu (17 mars 1914 - 23 avril 1939) fut une religieuse trappistine italienne du monastère de Grottaferrata, près de Frascati, dans le Latium en Italie (aujourd'hui transféré à Vitorchiano, près de Viterbe). Elle est fêtée le 23 avril en tant que bienheureuse.

## Biographie
Maria Sagheddu est née en 1914 à Dorgali, en Sardaigne, dans une famille de bergers. Dès l'enfance, elle fait preuve d'un caractère affirmé. Elle appartient à un milieu catholique fervent. Jeune fille, elle est membre de l'Action catholique et consacre du temps au service des malades et des personnes âgées.
À vingt-et-un ans, elle décide de s'orienter vers la vie religieuse et choisit d'entrer au monastère de Grottaferrata, de l'ordre cistercien de la Stricte Observance (les trappistes), le 30 septembre 1935. Le monastère est alors de fondation récente et pauvre. Maria, qui a reçu comme nom de religion Maria Gabriella, craint de ne pas être admise à la profession (c'est-à-dire l'engagement monastique selon les trois vœux d'obéissance, de conversion de vie et de stabilité). Elle a en effet la critique et l'impatience faciles. Mais elle est acceptée par la communauté. Elle prend l'habit le 13 avril 1936, émet ses premiers vœux (pour trois ans) le 31 octobre 1937, fête du Christ-Roi.
La communauté de Grottaferrata et son abbesse étaient très sensibles à la cause œcuménique : la réconciliation des chrétiens désunis. Maria Gabriella se sentit appelée à offrir sa vie pour l'unité des chrétiens. S'« offrir » ainsi, pour un chrétien, signifie aimer jusqu'au bout Dieu et ses frères. Le « jusqu'au bout » de Maria Gabriella fut rapide : atteinte de la tuberculose, elle mourut le 23 avril 1939, après quinze mois de souffrances et de tentatives infructueuses pour la guérir.
Sœur Maria Gabriella a été béatifiée par Jean-Paul II le 25 janvier 1983. Dans son encyclique Ut unum sint (Qu'ils soient un, pour l'unité des chrétiens) ce même pape dira : « J'ai voulu proposer aux fidèles de l'Église catholique un modèle qui me paraît exemplaire, celui d'une sœur trappistine, Marie-Gabrielle de l'Unité, que j'ai proclamée bienheureuse le 25 janvier 1983. Sœur Marie-Gabrielle, appelée par sa vocation à être en dehors du monde, a consacré son existence à la méditation et à la prière centrées sur le chapitre 17 de l'Évangile selon saint Jean et elle a offert sa vie pour l'unité des chrétiens. Voilà ce qui est au centre de toute prière: l'offrande totale et sans réserve de la vie au Père, par le Fils, dans l'Esprit Saint. L'exemple de sœur Marie-Gabrielle nous instruit, il nous fait comprendre qu'il n'y a pas de moments, de situations ou de lieux particuliers pour prier pour l'unité » (Ut unum sint, 25 mai 1995, §27).
Sa fête est fixée au 23 avril d’après le Martyrologe romain.